# Republikanerna (Tyskland)
Republikanerna (tyska: Die Republikaner) är ett konservativt högerpopulistiskt och nationalistiskt politiskt parti i Tyskland, som bildades 1983 av tidigare medlemmar i Kristsociala unionen. Mellan 1985 och 1994 var Franz Schönhuber ledare, och under denna period upplevde partiet en radikalisering. Partiets största framgång är valet till Europaparlamentet 1989 då man med över 2 miljoner röster vann sex mandat. Partiet har också tidigare varit representerat i flera tyska delstater, men är numera litet och oansenligt. Vid de senaste valen till Förbundsdagen har partiet samlat under en procent av rösterna i landet.
Republikanernas nuvarande partiledare är doktor Rolf Schlierer. I förhållande till rivalerna i Nationaldemokratische Partei Deutschlands är Die Republikaner mindre radikalt. I studien The ideology of the extreme right har statsvetaren Cas Mudde i en jämförande studie tittat närmare på bland andra Republikanerna som ett exempel på välfärdschauvinism. Enligt Mudde är den röda tråden hos partiets socioekonomiska politik att tyska pengar ska användas för tyska intressen och att tyska arbeten ska tillfalla tyska arbetare. Allt icketyskt, inklusive flyktingar, EU och asylsökande, porträtteras som en grupp som tar betydelsefulla resurser från tyskarna. För att försvara tyskarna presenterade partiet ett ekonomiskt program som innebar nedskärningar som omfattade icketyskar. Pengarna skulle istället användas till välfärden och arbete för tyskarna. Partiets ekonomiska politik har två ideologiska utgångspunkter i ett välfärdschauvinistiskt program: Tyskland ska ta hand om sitt eget folk och utlänningar ses som ett fientligt hot.

### Källförteckning
- Mudde, Cas (2000) (på engelska). The ideology of the extreme right. Manchester: Manchester University Press. Libris 9849728